# مقاطعة نائين
مقاطعة نائين (بالفارسية: شهرستان نائین) هي إحدى مقاطعات محافظة أصفهان في إيران. عاصمة المقاطعة هي نائين. حسب تعداد 2006، بلغ عدد السكان (متضمنًا أجزاء المقاطعة التي انفصلت لاحقًا لتكون مقاطعة خور وبيابانك) 54,298 نسمة في 15,919 عائلة، وبدون الأجزاء المنفصلة 36,810 نسمة في 10,995 عائلة.